# ماهیندرا اسکورپیو گت‌اوی
ماهیندرا عقرب گریزان (Mahindra Scorpio Getaway) خودرویی است.طول آن در حالت طبیعی ۵٬۰۹۸ میلیمتر (۲۰۰٫۷ اینچ) و  عرض آن در حالت طبیعی ۱٬۸۵۰ میلیمتر (۷۳ اینچ) و  ارتفاع آن در حالت طبیعی ۱٬۸۷۴ میلیمتر (۷۳٫۸ اینچ)  است. سیستم جعبه‌دندهٔ آن ۵ دنده به صورت دستی است.